# 가스펠 블루스
가스펠 블루스(영어: Gospel blues)는 블루스 장르 기반의 가스펠 음악의 한 형태로, 블루스 음악의 시작 이후부터 존재해왔다. 복음주의 가사와 블루스 악기를 결합한 음악이 특징이다. 유명한 가스펠 블루스 음악가에는 블라인드 윌리 존슨, 시스터 로제타 사프, 레버런드 게리 데이비스, 워싱턴 필립스 등이 있다. 또한 보이드 리버스, 블라인드 레몬 제퍼슨, 찰리 패턴, 샘 콜린스, 조시 화이트, 블라인드 보이 풀러, 블라인드 윌리 맥텔, 부카 화이트, 슬리피 존 이스티스, 스킵 제임스 등의 블루스 가수도 가스펠 음악이나 종교 음악을 가명을 사용해 발매하기도 하였다.
넓게는 독실한 신자 또는 성직자가 되기도 하는 음악가를 포함하기도 한다. 로버트 윌킨스와 이스만 브레이시 등이 이에 해당된다.